# Jane Bell
Jane Bell, född 2 juni 1910 i Toronto, död 1 juli 1998 i Fort Myers, Florida, var en kanadensisk friidrottare.
Bell blev olympisk mästare på 4 x 100 meter vid olympiska sommarspelen 1928 i Amsterdam.